# Ateneo de presidenciables

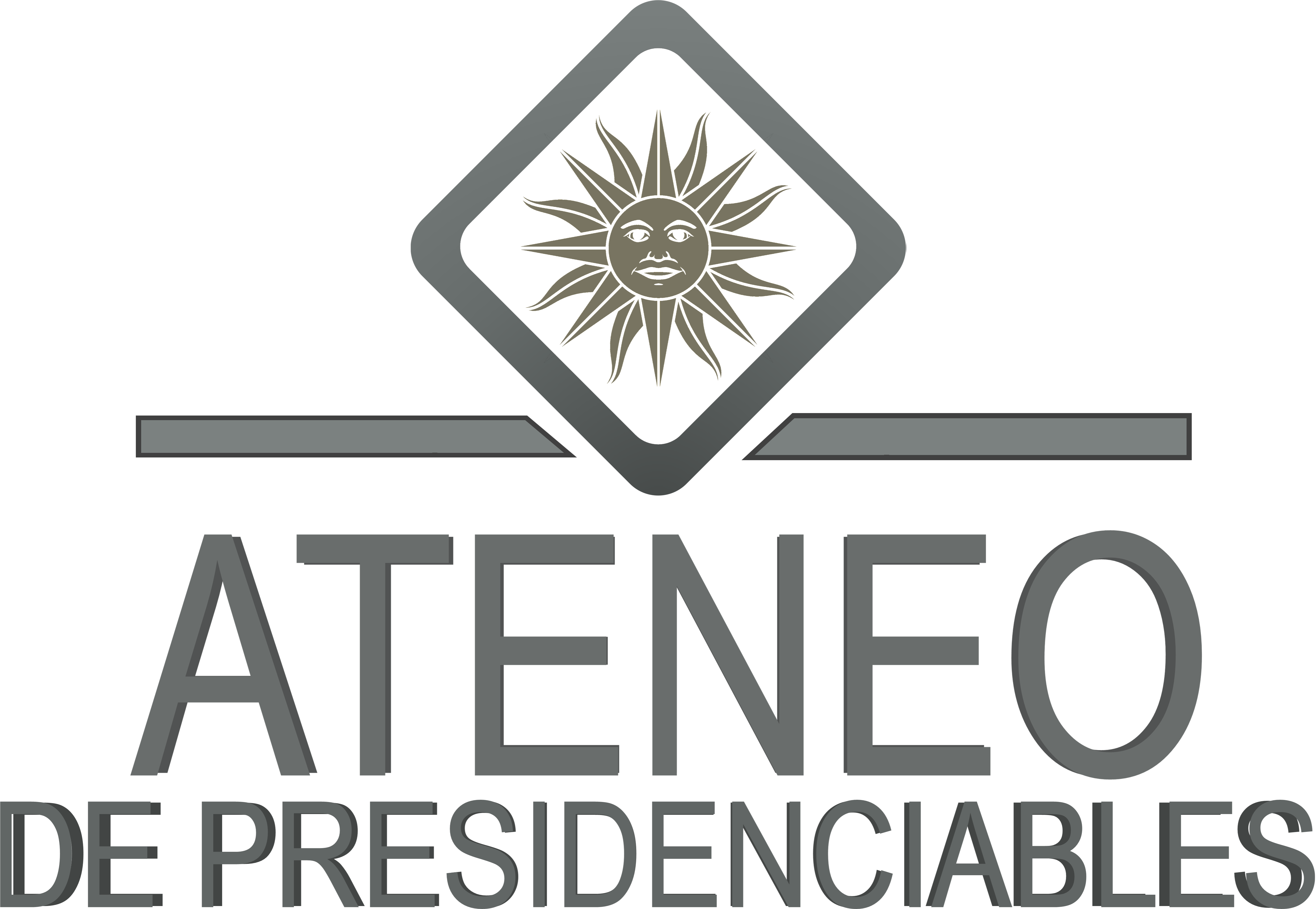
Logo del Ateneo de presidenciables.

El Ateneo de presidenciables fue un debate presidencial en Uruguay en 2014. El evento fue organizado por la Asociación Nacional de Broadcasters del Uruguay (Andebu) en el Ateneo de Montevideo, y transmitido por cadena nacional.
Fueron invitados a debatir todos los candidatos a la presidencia en las elecciones nacionales de 2014. No obstante, el candidato por el Frente Amplio, Tabaré Vázquez, declinó su participación.
De acuerdo a encuestas realizadas posteriormente al debate presidencial, el candidato que salió mejor parado fue Pedro Bordaberry, del Partido Colorado.

## Organización

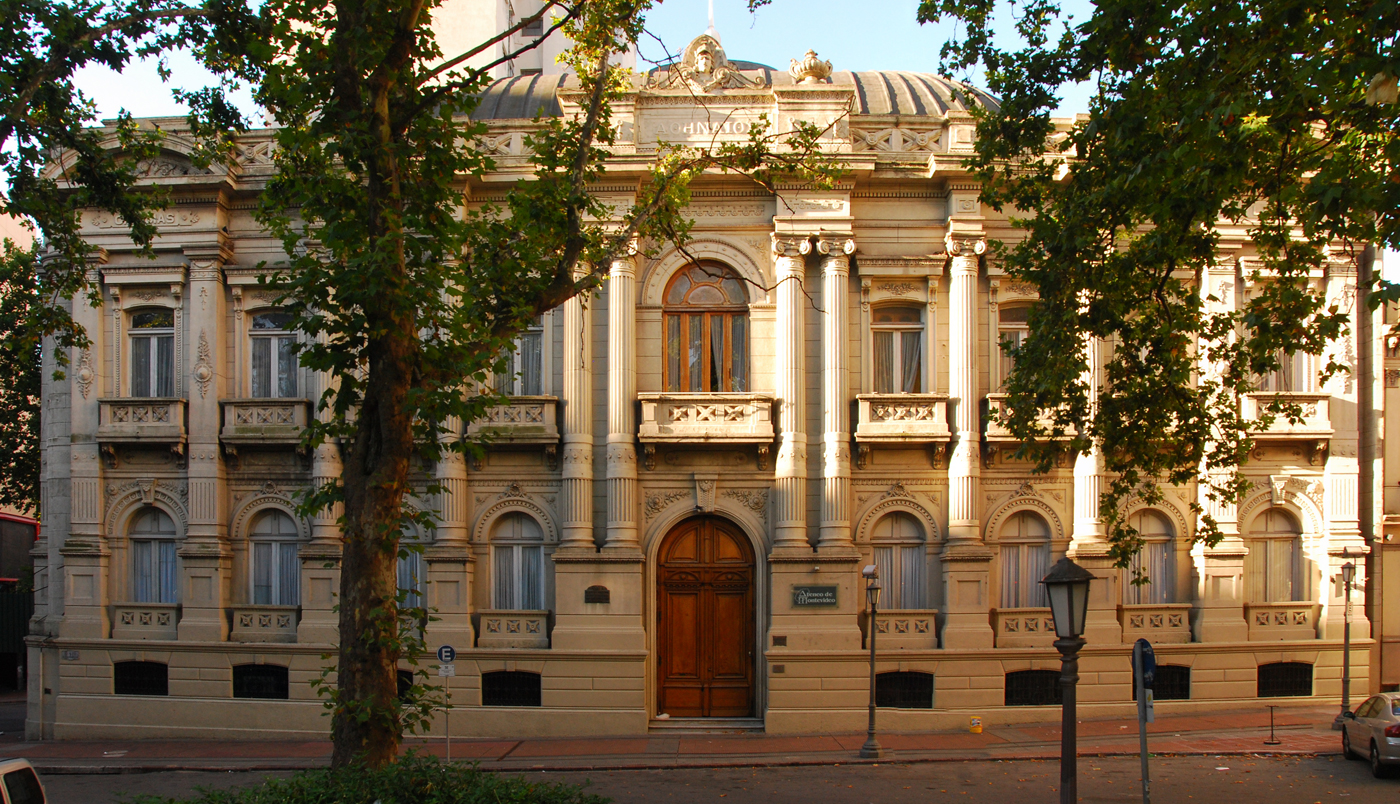
El debate presidencial tuvo lugar en el Ateneo de Montevideo.

El debate presidencial se desarrolló en el Ateneo de Montevideo, bajo la organización de la Asociación Nacional de Broadcasters del Uruguay (Andebu) y la conducción del periodista Raúl Ponce de León. El evento se televisó por cadena nacional en los canales 4 (Monte Carlo), 10 (Saeta), 12 (Teledoce) y VTV (excepto TNU, el canal estatal). La exposición de los candidatos fue por sorteo.

## Participantes del debate presidencial
Participaron seis de los siete candidatos a la presidencia en las elecciones nacionales de 2014, debido a la ausencia del candidato del Frente Amplio, Tabaré Vázquez. Los presidenciables debatieron sobre educación, economía, salud y seguridad.
- Partido Nacional: Luis Alberto Lacalle Pou
- Partido Colorado: Pedro Bordaberry
- Partido Independiente: Pablo Mieres
- : Partido Ecologista Radical Intransigente (PERI): César Vega
- Unidad Popular: Gonzalo Abella
- Partido de los Trabajadores: Rafael Fernández